# Martine Blanc-Montmayeur
Martine Blanc-Montmayeur, née en 1944, est une bibliothécaire française.

## Biographie
Elle a dirigé la bibliothèque départementale de prêt du Val-d'Oise, la bibliothèque municipale de Valence de 1984 à 1993, puis la Bibliothèque publique d'information de 1993 à 2001, avant de devenir conseiller Livre et lecture à la Direction régionale des Affaires culturelles de la région Provence-Alpes-Côte d'Azur jusqu'en 2007.
Elle a publié en 1987 un recueil d’autorités-matière, le Choix de vedettes matières à l'intention des bibliothèques avec Françoise Danset, dit le Blanc-Montmayeur-Danset, ou le Blanc-Montmayeur tout simplement, réédité de multiples fois dans la collection "Bibliothèques" des Éditions du Cercle de la Librairie.